# Cornstalk

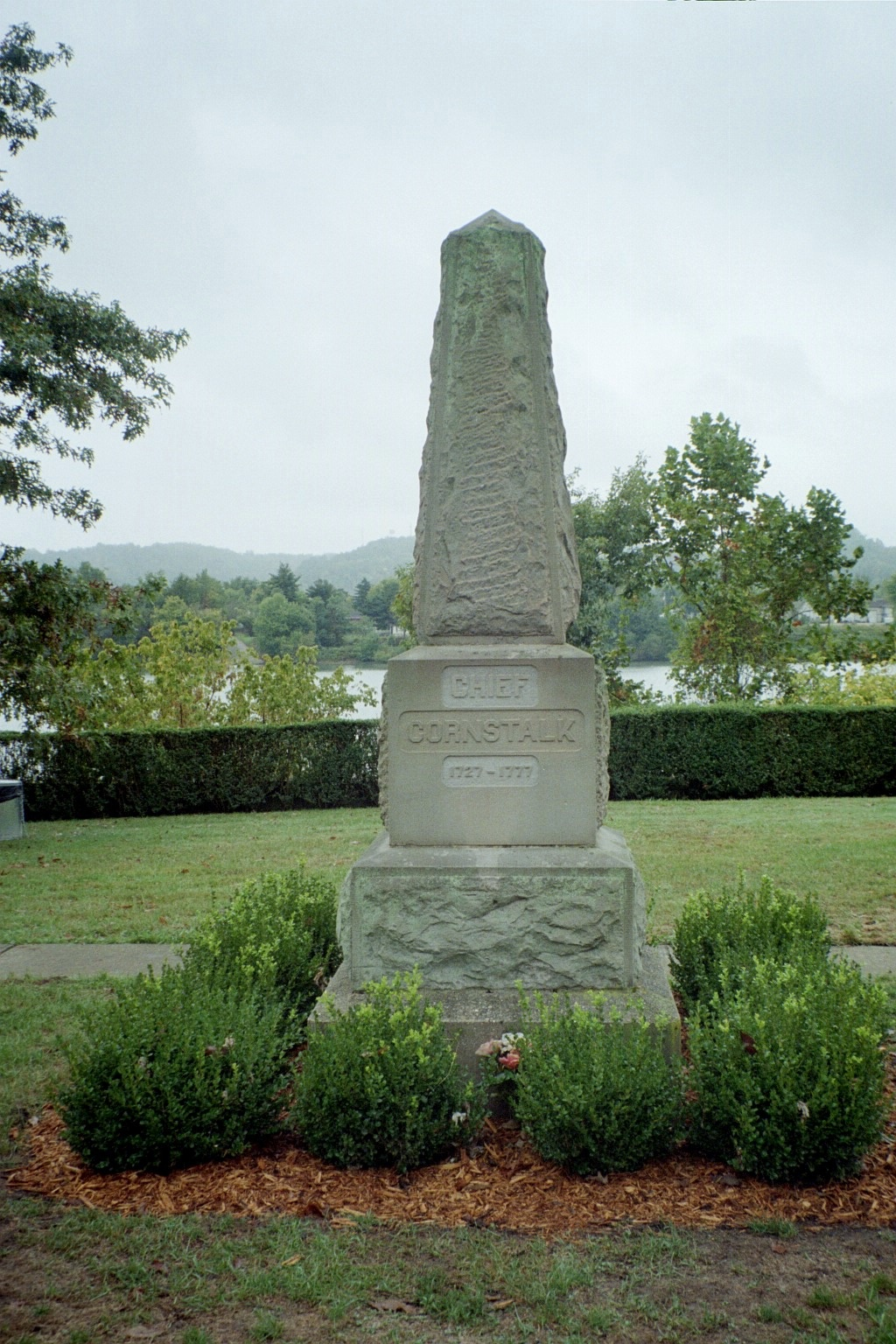
Monument som markerar Cornstalks gravplats.

Cornstalk (egentligen Hokolesqua), född omkring 1720 - mördad 1777, var en framstående Shawnee-ledare. Han hade deltagit i krigen mot de amerikanska bosättarna, men efter Lord Dunmores krig 1774 blev han övertygad om att fred var den enda väg shawneerna kunde ta och blev därför ledare för den shawnesiska fredsfalangen. Han tillhörde förhandlarna när Fördraget i Pittsburgh 1775 slöts. Ironiskt nog blev han, tillsammans med sin son och två andra shawneer, mördad 1777 av milissoldater från Pennsylvania, när han begav sig bakom de amerikanska linjerna som fredsmäklare.